# Iglesia de San Andrés (Tortura)
La iglesia de San Andrés es un templo situado en la localidad de Tortura, en el municipio español de Cuartango.

## Descripción
El edificio se encuentra en el concejo alavés de Echávarri de Cuartango, en la comunidad autónoma del País Vasco. Se menciona como iglesia parroquial del lugar en el Diccionario geográfico-estadístico-histórico de España y sus posesiones de Ultramar de Pascual Madoz, donde se dice que a mediados del siglo XIX estaba «servida por un beneficiado». Décadas después, ya en el siglo XX, Vicente Vera y López vuelve a reseñarla en el tomo de la Geografía general del País Vasco-Navarro dedicado a Álava con las siguientes palabras: «templo dedicado á San Andrés, anejo á la parroquia de Sendadiano».
La construcción es de época medieval. La portada, del siglo XIII, está compuesta por cuatro arquivoltas. Presenta una saetera sobre ella y una puerta con buenos herrajes. Los canecillos que sujetan el alero del tejado son lisos, excepto uno de rollos. 
La espadaña sigue el tipo exento de esta zona de Kuartango, con dos arcos para acoger las campanas, una de ellas del siglo XVI y la otra del siglo XVII.
En el interior, la ventana del presbiterio es de arco de medio punto con columnas lisas y capiteles con bolas. En la cabecera hay un retablo mayor fingido con pinturas del siglo XVI, en el que pueden verse a San Andrés, la Inmaculada y, sobre éstos, San Pedro y San Pablo. Arriba del todo. en el centro. un Calvario.
La pila bautismal es del siglo XVI y presenta taza lisa, pie cilíndrico con dos molduras y basa cuadrada con garras.
Los registros sacramentales de bautismos, matrimonios y decesos generados por la parroquia de San Andrés desde el siglo XV hasta el final del XIX se conservan con los del resto de iglesias de la provincia en el Archivo Histórico Diocesano de Vitoria, donde pueden consultarse.

## Retablo

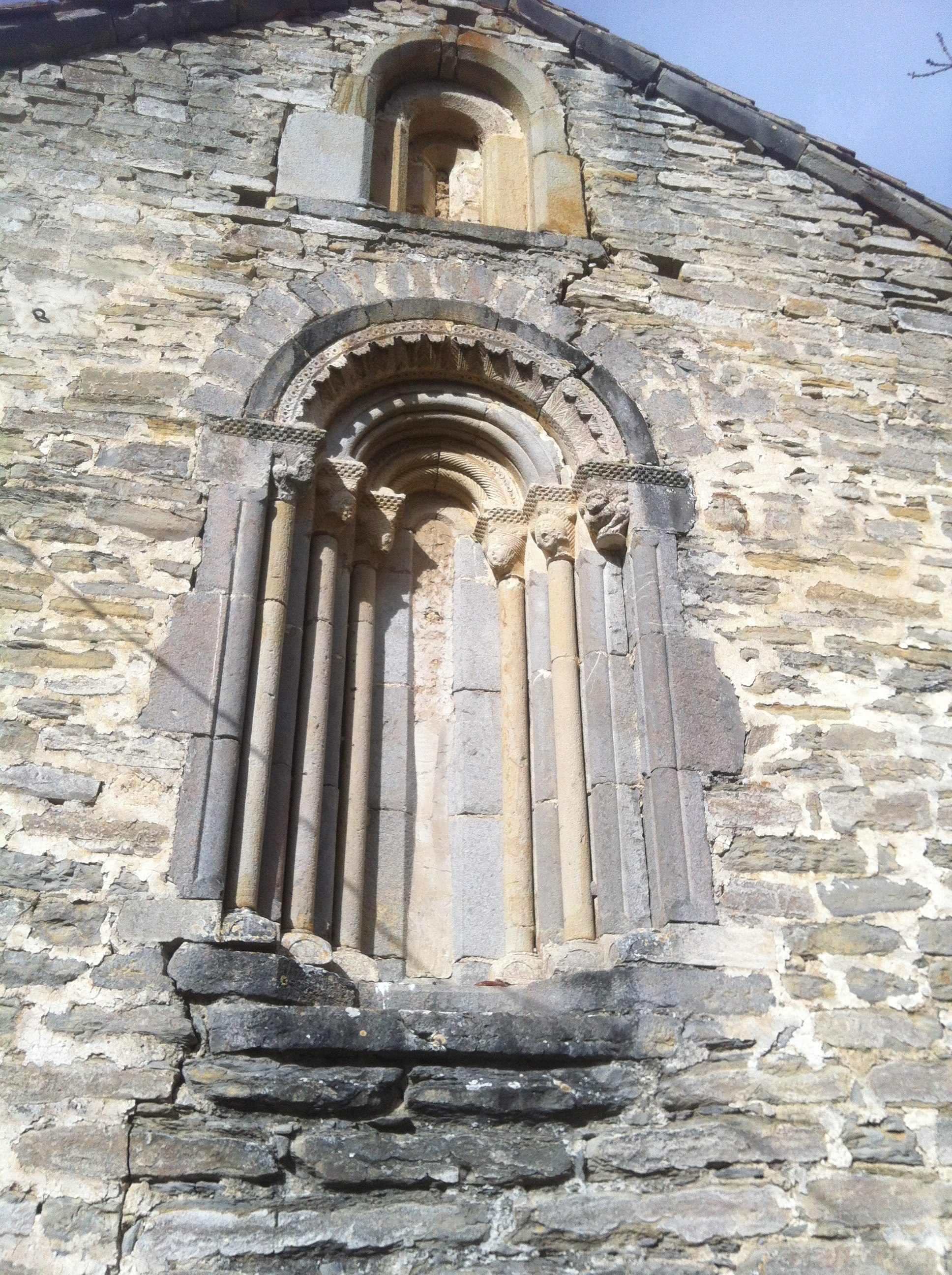

Debido a su valor, se encuentra en depósito en Museo Diocesano de Arte Sacro de Vitoria.
Conjunto de siete tablas de finales del siglo XV que formaron el retablo, situado en el presbiterio, de la iglesia . Están pintadas con la técnica de temple al huevo.
En origen el retablo estaba formado por ocho tablas, pero una de ellas se perdió. Se conservaron en su lugar original hasta 1969. 
Se distribuyen en dos alturas. En el registro superior se representan escenas de la vida de la Virgen: la Anunciación,la Visitación, el Nacimiento y la Epifanía y en el inferior, parejas de santos, de izquierda a derecha: San Pedro y San Andrés, San Juan Bautista y San Juan Evangelista y la última, San Sebastián y Santiago.
Por sus características se inscribe en el gótico tardío. Las figuras son de canon espigado, especialmente las de los santos. Tienen un dibujo de línea sencillo, los volúmenes apenas están modelados y los contornos bien marcados, en muchos casos las figuras están delimitadas por líneas de contorno. Los fondos de las parejas de santos y de las escenas marianas, excepto una, usan fondos brocados dorados. Estos brocados se fueron abandonando en el siglo XVI.
Los colores son planos, los dominantes son el rojo bermellón y alguna variante del azul ultramar, colores que se usaban, con preferencia, en esta época con la técnica del temple al huevo.
La disposición de las figuras está inspirada fundamentalmente en composiciones flamencas del siglo XV. La obra de Robert Campin es un referente importante para este taller. También se inspiran en estampas centroeuropeas, algunas ya empapadas de las novedades del arte del Renacimiento italiano.

## Protección
Bien protegido por la Ley 16/1985, de 25 de junio, del Patrimonio Histórico Español (BOE núm. 155, de 29 de junio de 1985).